# Istok
Istok (albánsky Istog, srbsky Исток, Istok) nebo též Burim je město na severozápadě Kosova v Pećském okruhu. Nachází se blízko srbských hranic, asi 24 km severovýchodně od Peće, 48 km jihozápadně od Kosovské Mitrovice a asi 81 km severovýchodně od Prištiny. V roce 2011 žilo v samotném městě 5 115 obyvatel, v celé připadající opštině potom 39 289 obyvatel. Většinu obyvatel (92,02 %) tvoří Albánci.
Název města pochází ze srbského slova istok, znamenající pramen. Pramení zde říčka Istočka, která se vlévá do Bílého Drinu. K opštině města Istok připadá celkem 50 sídel: Banja, Banjica, Begov Lukavac, Belica, Belo Polje, Crkolez, Crni Lug, Crnce, Dobruša, Donji Istok, Dragoljevac, Drenje, Dubrava, Đurakovac, Istok, Kaličane, Kašica, Kovrage, Koš, Krnjina, Lugovo, Ljubovo, Ljubožda, Malo Dubovo, Mojstir, Muževine, Novi Verić, Orno Brdo, Osojane, Poljane, Prekale, Prigoda, Rakoš, Sinaje, Srbobran, Starodvorane, Studenica, Suvi Lukavac, Suvo Grlo, Sušica, Šaljinovica, Tomance, Trbuhovac, Tučep, Ukča, Verić, Vrelo, Zablaće, Žakovo a Žač.